# 大館市樹海体育館
大館市樹海体育館（おおだてしじゅかいたいいくかん）は、秋田県大館市にある屋内総合体育施設。大館市が所有し、大館市文教振興事業団が指定管理者として運営管理を行っている。
施設命名権（ネーミングライツ）契約により、2017年4月1日から愛称を「タクミアリーナ」としている。

## 概要
2005年（平成17年）竣工。大館樹海ドームと同様、地元産の杉を構造材に用い、秋田杉の集成材と鉄骨の複合構造の梁で屋根のアーチを形成している。また、正面のルーバにも秋田杉を用いている。2007年（平成19年）の秋田わか杉国体ではバレーボール（6人制）成年男女の競技会場として使用された。
2017年4月より3年間、市内に本社を置くタクミ電機工業と命名権契約を結び、「タクミアリーナ」の名称となる。

## 施設

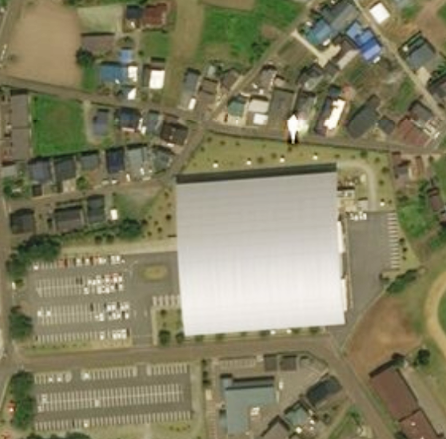
衛星図

### メインアリーナ
- 面積2,394m2 (38m×63m)
- 収容人数：合計2,100人
- 使用種目：バレーボール3面、バスケットボール3面、バドミントン12面、卓球20面、その他

### サブアリーナ
- 面積660m2 (33m×20m)
- バレーボール1面、バスケットボール1面、バドミントン1面、卓球6面、その他

### その他
- トレーニングルーム
- ジョギングコース

## 周辺
- 大館樹海ドーム
- 大館市立長木小学校

## アクセス
- JR大館駅より車で5分。